# 吉田拓郎 わがままベスト10
『吉田拓郎 わがままベスト10』（よしだたくろう わがままベストテン）は、2003年10月5日から2004年3月21日までニッポン放送で日曜日19:00-20:00に放送されていたラジオ番組である。

## パーソナリティ
- 吉田拓郎
- 堀越のり

## スタッフ
- 角銅秀人（当時AD、現在は高田文夫のラジオビバリー昼ズ（木曜のみ）やナインティナインのオールナイトニッポン（木曜25:00-27:00）のディレクター）